# Styphlodora magna
Styphlodora magna är en plattmaskart. Styphlodora magna ingår i släktet Styphlodora och familjen Plagiorchiidae. Inga underarter finns listade i Catalogue of Life.